# The Twilight Zone (televisieserie)

Logo

The Twilight Zone is de naam voor een aantal televisieseries bestaande uit korte verhalen, oorspronkelijk gecreëerd en verteld door Rod Serling. De series werden uitgezonden in de jaren zestig en tachtig van de 20e eeuw en in het televisieseizoen 2002-2003.

## Opbouw
Elke aflevering van de serie bevat een opzichzelfstaand verhaal, meestal uit het sciencefiction- en/of fantasygenre. Deze verhalen staan bekend om hun vaak beangstigende en/of onverwachte einde. Hoewel de televisieserie werd aangekondigd als een sciencefictionserie, hebben de afleveringen vaak (maar niet altijd) ook een achterliggende morele boodschap. De kracht van The Twilight Zone in de oorspronkelijke jaren was volgens critici dat de serie mensen bekend maakte met serieuze sciencefiction, zonder dat de serie daar kwalitatief voor moest inleveren.
Het succes van de originele serie leidde tot het ontstaan van twee concurrerende series, een film, een radioserie, een stripboek en diverse andere spin-offs, over een periode van vijf decennia.

## Geschiedenis

### The Time Element (1958)
Dit is een eenmalige, door Rod Serling gemaakte televisieshow en kan als pre-pilot beschouwd worden van The Twilight Zone. De pilot werd gemaakt in 1958 in opdracht van CBS. De special draaide om een man die bij een psychoanalyticus praatte over een telkens terugkerende droom waarin hij wakker wordt in het Honolulu van 1941, net voor de Japanse aanval op Pearl Harbor.

### Originele series (1959-1964)
Een televisieserie bestaande uit vijf seizoenen kwam voort uit “The Time Element”.
Verschillende schrijvers van The Twilight Zone waren gerenommeerde sciencefictionschrijvers, zoals Charles Beaumont, Richard Matheson, Jerry Sohl, George Clayton Johnson, Earl Hamner Jr., Reginald Rose en Ray Bradbury. Daarnaast zitten er in verscheidene afleveringen aangepaste delen van klassieke verhalen van onder andere; Ambrose Bierce, Lewis Padgett, Jerome Bixby en Damon Knight.
In afleveringen van de originele serie zijn ook enkele Hollywoodsterren te zien, zoals Charles Bronson, Carol Burnett, Robert Duvall, een jonge Ron Howard en een jongere Bill Mumy, Buster Keaton, Jack Klugman, Cloris Leachman, Lee Marvin, Burgess Meredith, Elizabeth Montgomery, Agnes Moorehead, Suzy Parker, Robert Redford, Don Rickles, Mickey Rooney, Telly Savalas, William Shatner, Peter Falk en Dick York.

### Eerste heropleving (1985-1989)
De eerste heropleving (Engels: First Revival) is een televisieserie bestaand uit drie seizoenen. De schrijvers van deze serie waren vrijwel allemaal mensen die als tieners de originele serie hadden gezien. De serie is wederom een productie van CBS.

### Rod Serling's Lost Classics (1994)
Een twee uur durende televisiefilm gebaseerd op nooit uitgevoerde scripts van Rod Serling, gevonden door zijn weduwe. De productie werd lange tijd tegengewerkt door CBS, maar in 1994 kreeg men groen licht voor het plan. De reacties op de film waren gemengd, en uiteindelijk bleek de algemene reactie op de film niet positief genoeg voor het geplande vervolg.

### Tweede heropleving (2002-2003)
De tweede heropleving (Engels: Second Revival) is een kort televisieserie van één seizoen. Forest Whitaker nam de presentatie voor zijn rekening. De serie bevat een aantal remakes van klassieke afleveringen uit de originele serie, maar vaak met een iets andere draai. Ook aan deze serie werkten veel gastacteurs mee zoals Jessica Simpson, Eriq La Salle, Jason Bateman, Method Man, Linda Cardellini, Jaime Pressly, Jeremy Sisto, Molly Sims, Portia de Rossi, Jeremy Piven, Ethan Embry, Shannon Elizabeth, Jonathan Jackson, Amber Tamblyn, Dylan Walsh en Elizabeth Berkley.

## Ander werk

### Strips
Western Publishing publiceerde een Twilight Zone stripserie onder hun Dell Comics imprint. De serie liep vier delen in 1961, en nog eens 3 in 1962.
In 1990 maakte NOW Comics een nieuwe stripserie over de Twilight Zone.

### Film
Twilight Zone: The Movie is een film uit 1983 onder meer geregisseerd door Steven Spielberg. De film is een remake van drie afleveringen uit de originele serie, en 1 origineel verhaal.

### Muziek
In 1982 had Golden Earring een internationale hit (#1 in Nederland en USA) met het nummer Twilight Zone dat geïnspireerd is op de serie. De openingstune van de serie komt terug in de eerste akkoorden van de song. Ook in tekst en thematiek komen verwijzingen naar de serie voor, zoals achtervolging en paranoia en letterlijke citaten zoals I'm stepping into the twilight zone.

### Radio
In 2002 werden afleveringen van The Twilight Zone bewerkt voor de radio, met Stacy Keach als de verteller.

### Theater
Live theaterproducties gebaseerd op de originele serie worden opgevoerd in Los Angeles en Seattle, alwaar Theater Schmeater sinds 1996 de voorstelling "The Twilight Zone — Live" opvoert.

### Flipperkast
In 1993 bracht Midway een flipperkastspel over de Twilight Zone uit. Het spel gebruikt Golden Earring's hit "Twilight Zone" als thema song. Van het spel zijn 15,235 units verkocht.

### Attractie
The Twilight Zone Tower of Terror is een attractie gebaseerd op de originele serie. De attractie staat in Disney's Hollywood Studios in Florida, en ook in Walt Disney Studios Park in Parijs.

## Voice-overs
Rod Serling zelf deed in de originele serie met een voice-over het voorwoord en/of nawoord van een verhaal en hij kwam ook eerst in beeld met zo'n introductie. Dit werd in de jaren tachtig gedaan door Charles Aidman en Robin Ward (alleen audio). De laatste heropleving van de serie in 2002 en 2003 bracht Forest Whitaker in deze rol (eveneens alleen audio).

## Parodieën
Omdat The Twilight Zone zo'n iconische serie is wordt deze vaak gepersifleerd in andere televisieseries. Vooral de introductie van iedere aflevering waarbij verschillende objecten door de lucht vliegen wordt vaak gebruikt. Een voorbeeld hiervan is de fictieve televisieserie The Scary Door, waarvan enkele fragmenten te zien zijn in de animatieserie Futurama. 